# Hans van Bentem
Hans van Bentem es un artista contemporáneo, escultor  y pintor neerlandés, nacido el 14 de junio de 1965 en  La Haya.

## Datos biográficos
Hans van Bentem se formó como diseñador monumental, en la Academia Real de Arte (nl) en su ciudad natal La Haya, donde se graduó en 1988. Inicialmente van Bentem se dedicó a la pintura.  Fue inspirado por el punk, y se alejó de las maneras tradicionales. En varios emplazamientos del espacio público en los Países Bajos se pueden encontrar obras de su autoría.
Ha trabajado con diferentes materiales, como cristal, madera, porcelana, cerámica y bronce, con los que ha realizado esculturas e instalaciones. 
Hans van Bentem es el autor de la escultura titulada Pato piloto espacial - título original en inglés: Space Duck Racer - que forma parte del proyecto Sokkelplan de La Haya y que fue instalada el año 2011.

## Obras
- Pato piloto espacial - Space Duck Racer (2011) , La Haya , Grote Marktstraat, dentro del proyecto Sokkelplan.[2]

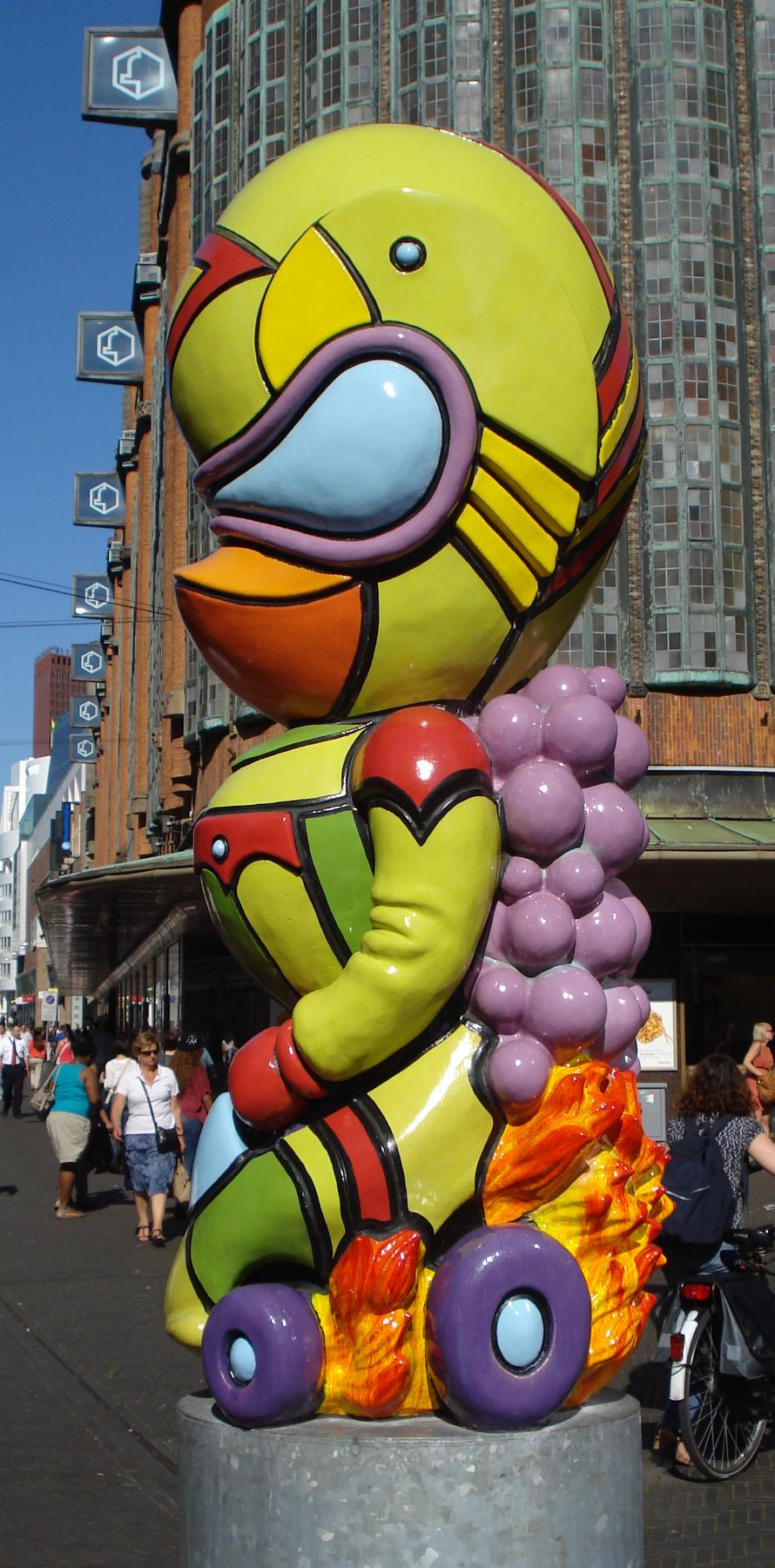
Pulsar para ampliar.

- Perro con florero - en neerlandés: Hond met vaas, (1996) rotonda en la localidad de  Pijnacker

52°1′0.32″N 4°25′17.64″E / 52.0167556, 4.4215667

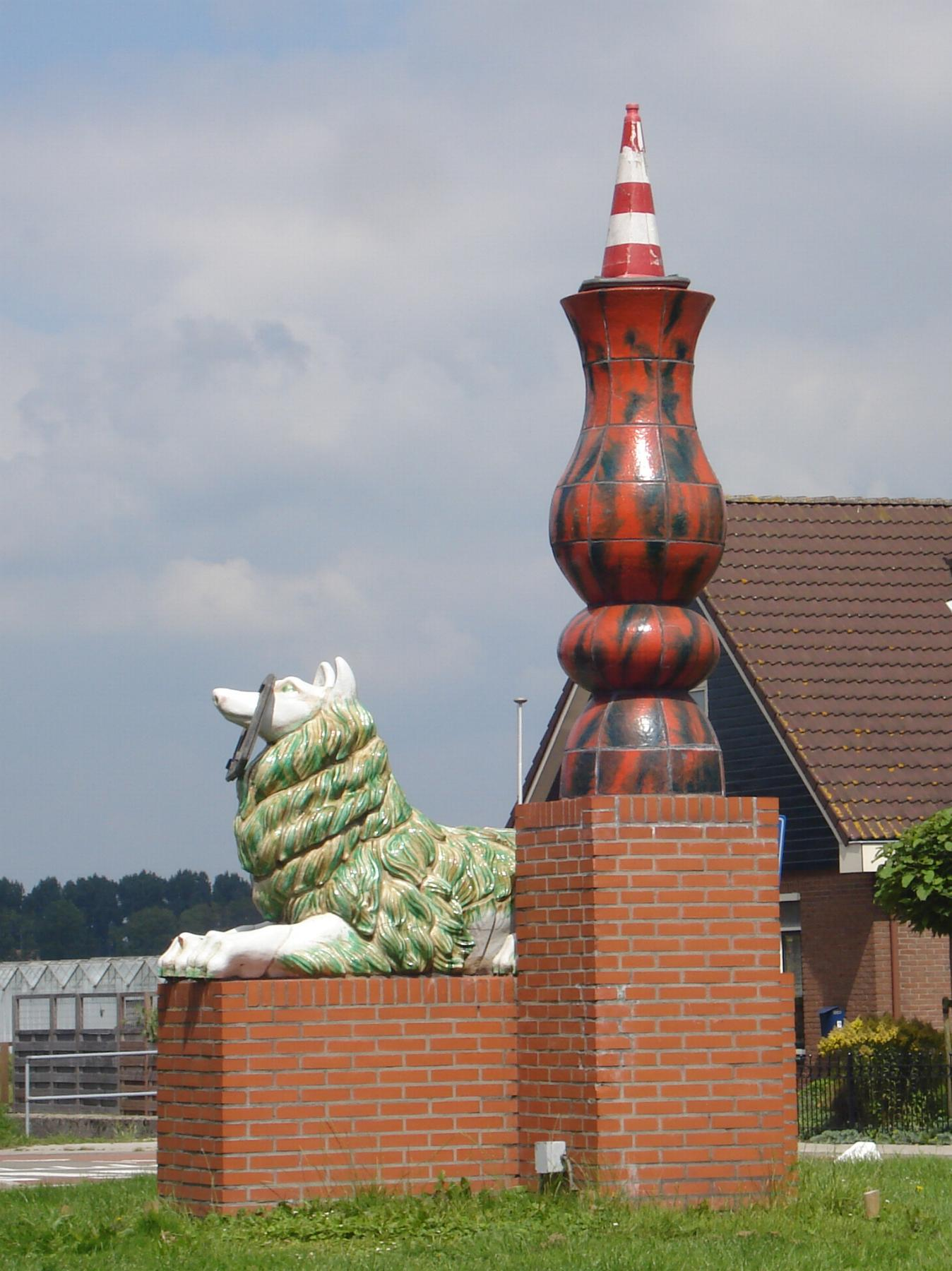
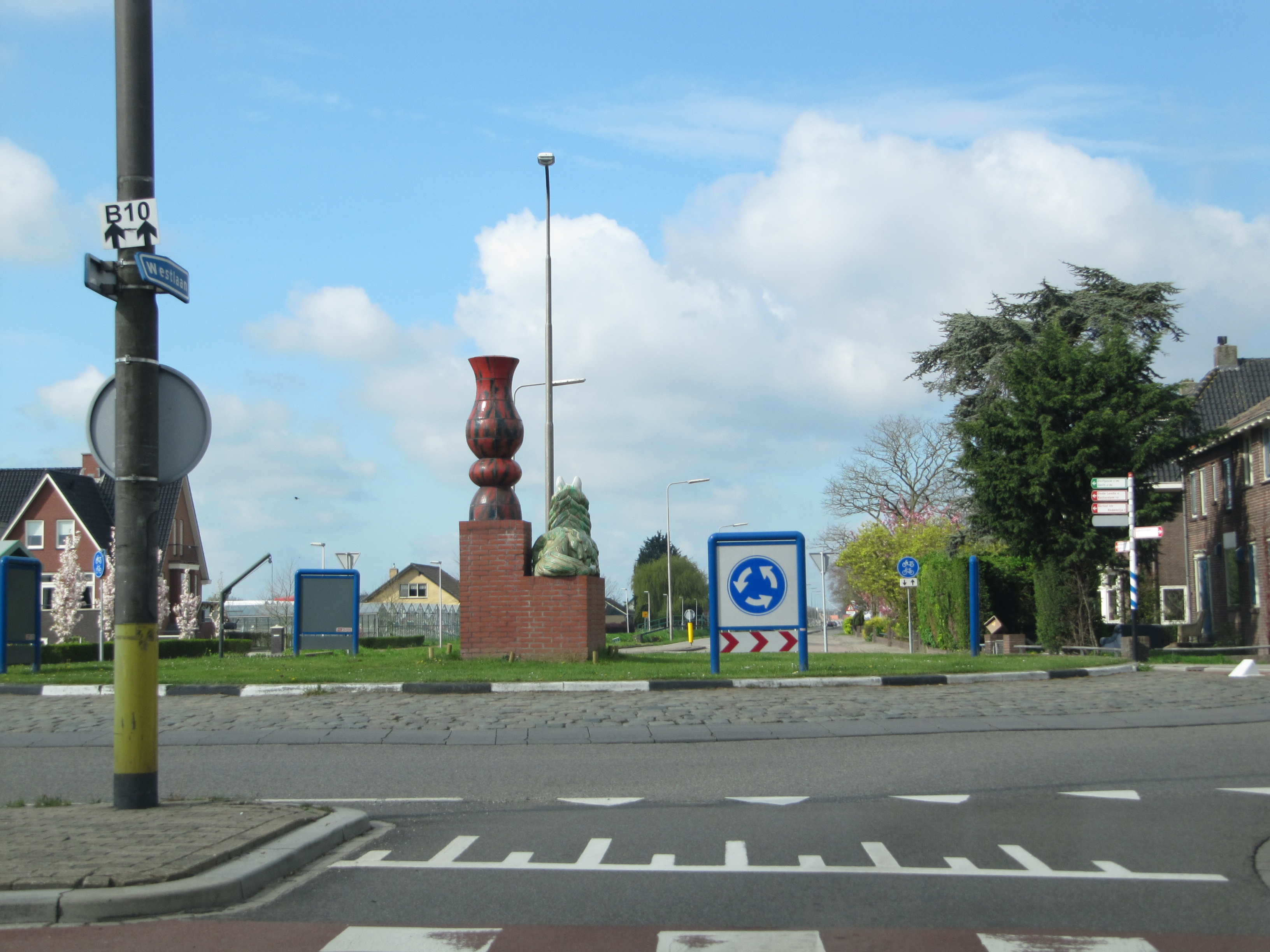
Pulsar para ampliar.

- Choque de Titanes - Clash of the Titans (1991) en la Casa Provincial de La Haya

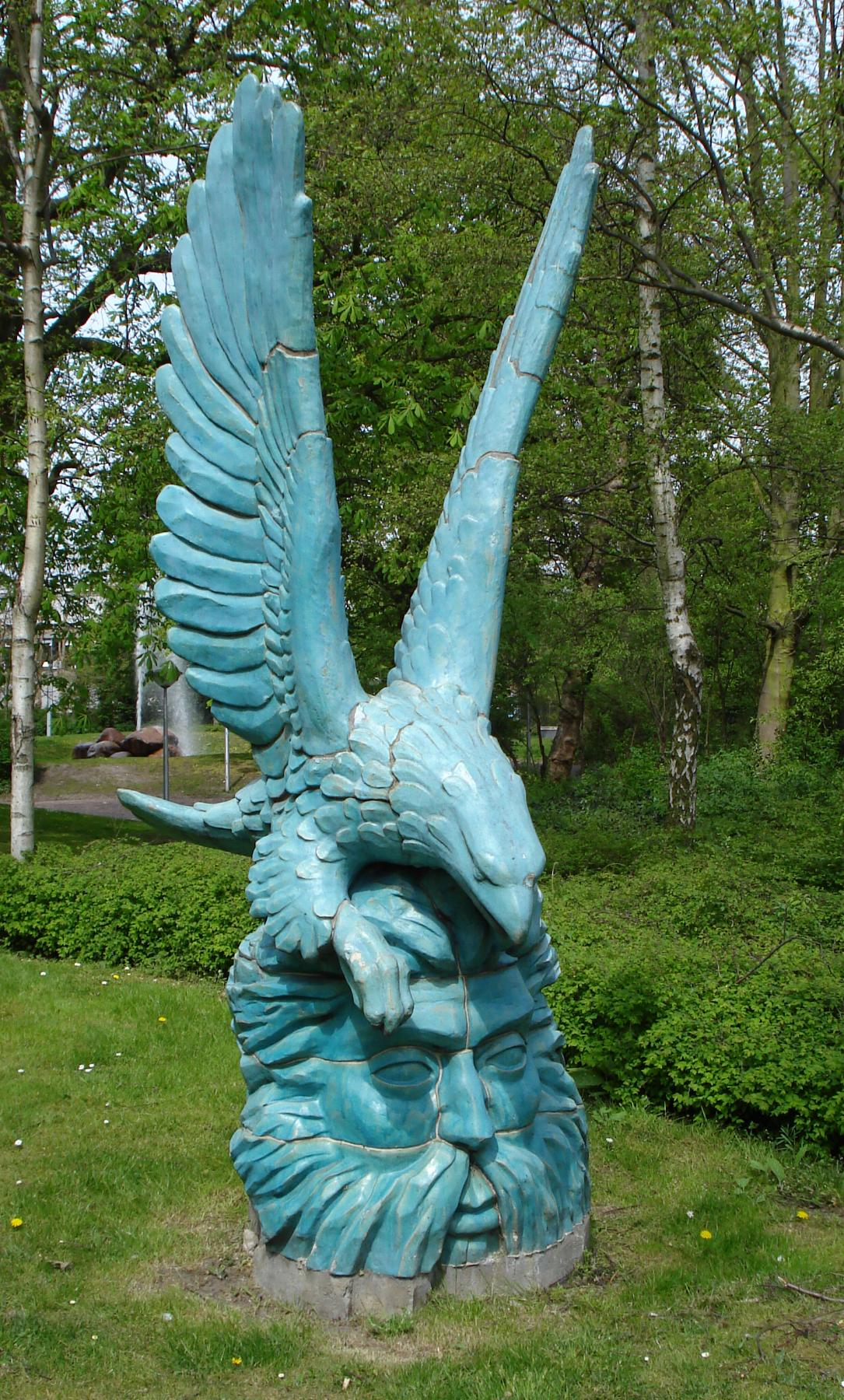
Pulsar para ampliar.

- Fragmentos de la suerte - Scherven brengen geluk (2000) , 14 piezas, en Groninga

- Pavo real - pauw (1994) , jardín de esculturas del Hospital Sint Elisabeth (actual Hospital Kennemer Locatie Zuid), Boerhaavelaan, Haarlem

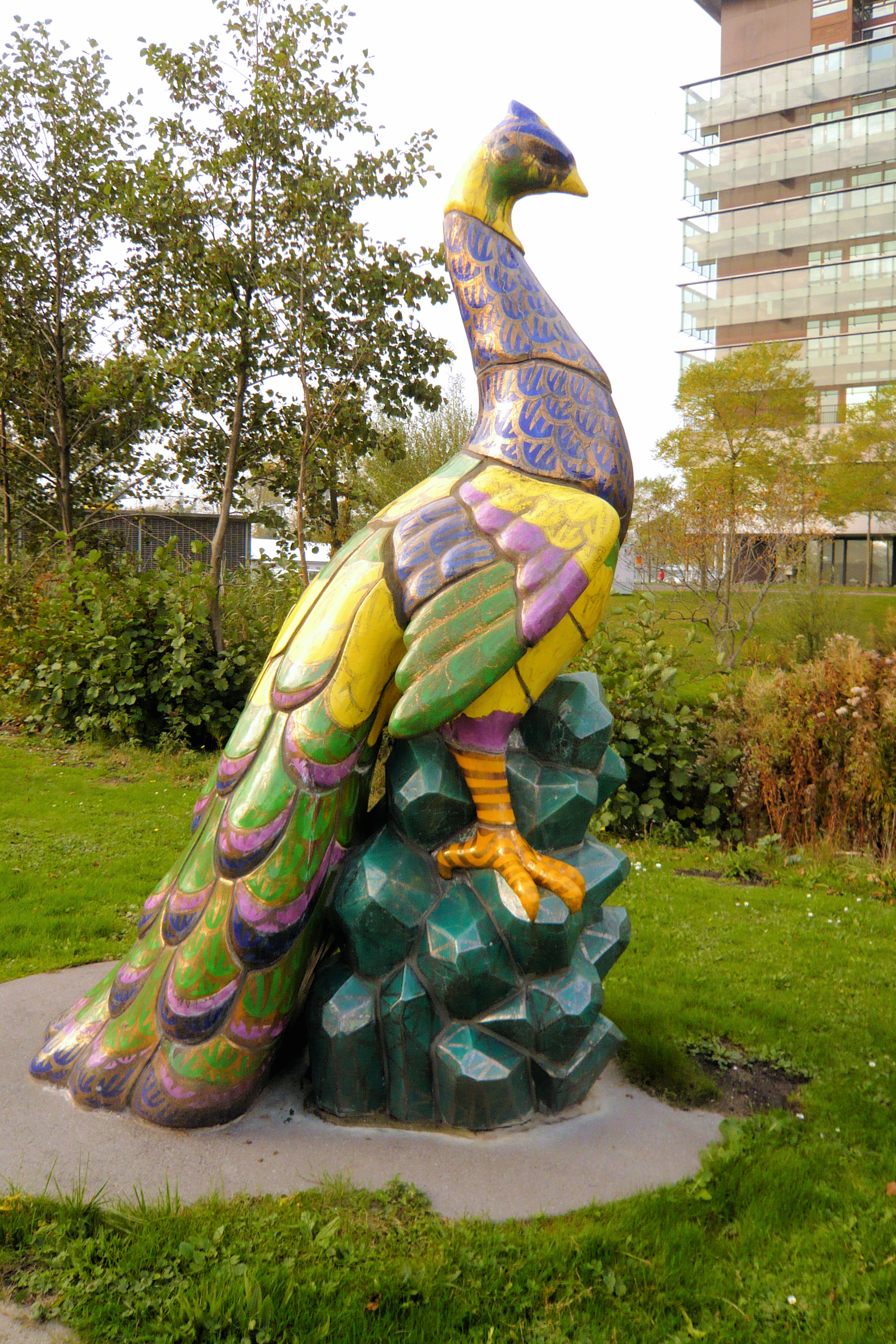
Pulsar para ampliar.

- Guardián -Guard, (2005, septiembre ) Westblaak , Róterdam

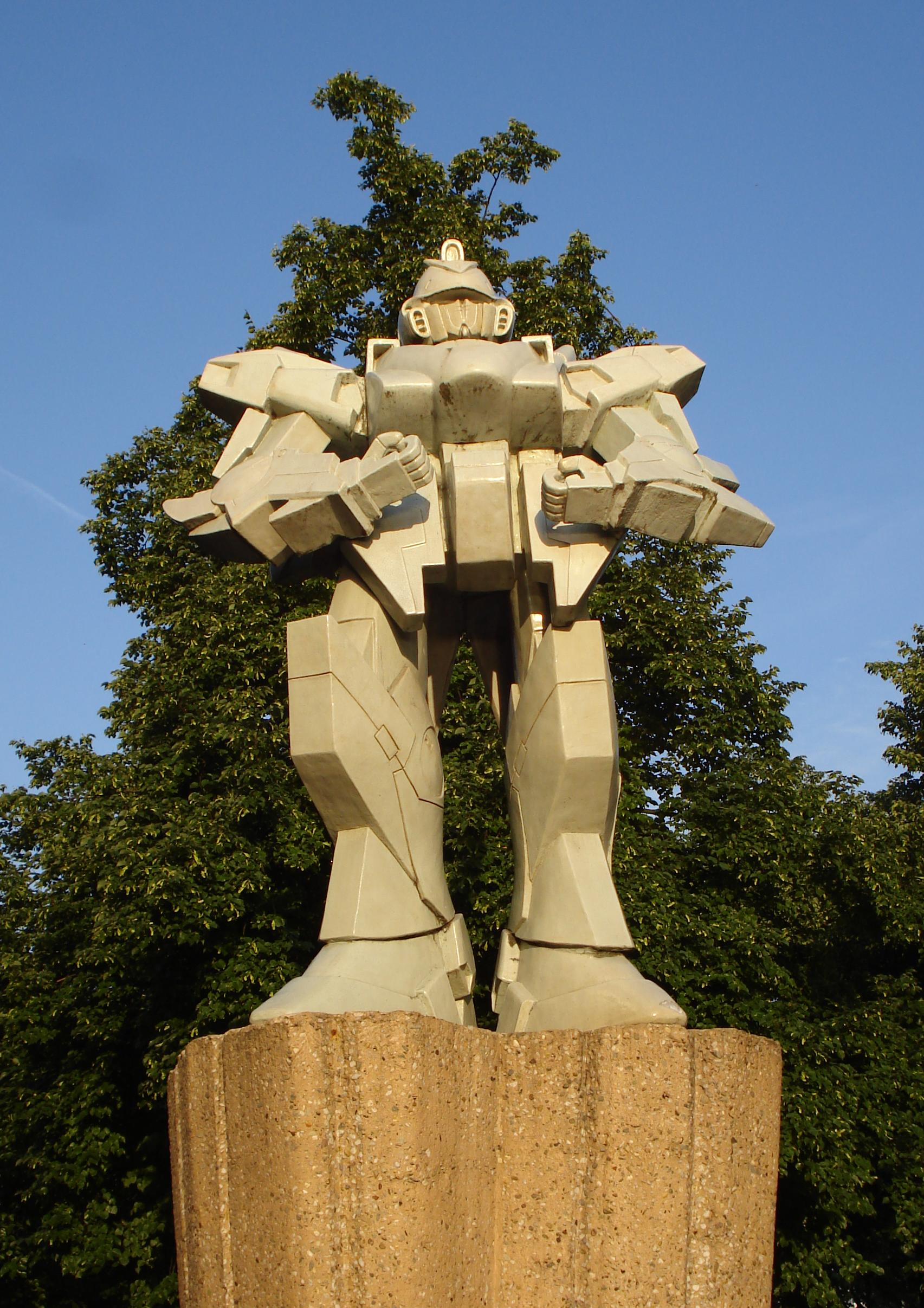
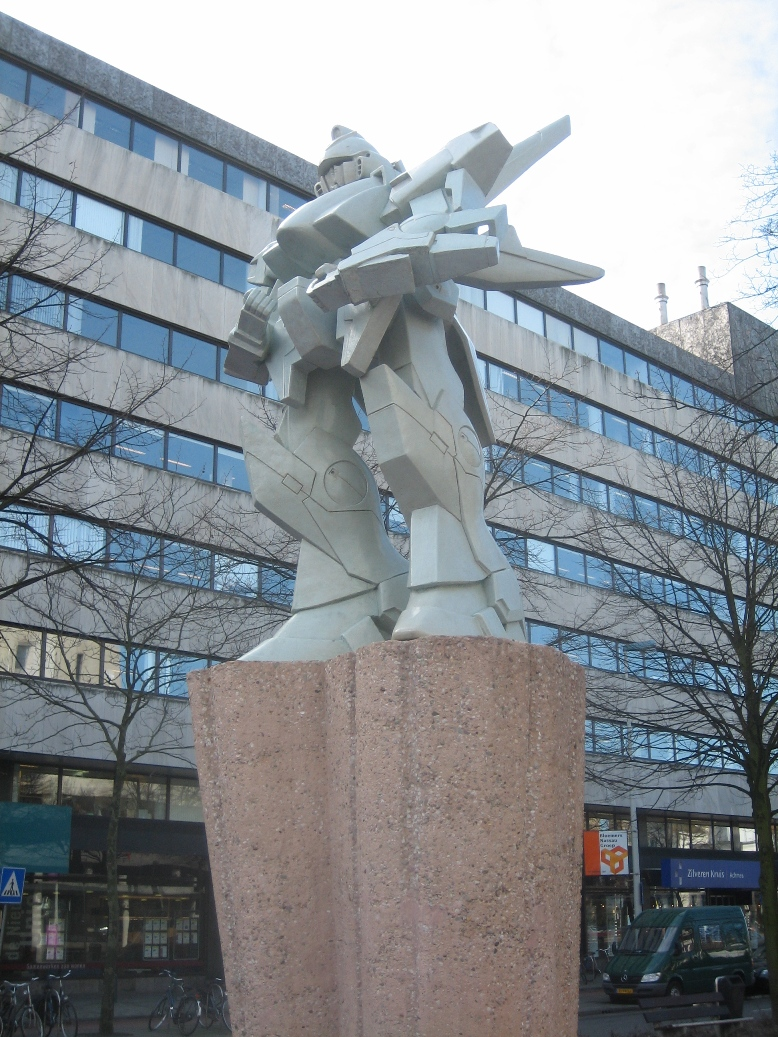
Pulsar para ampliar.

- Lámparas para el Museo del Escher in het Paleis de La Haya.[3]
  - Esferas

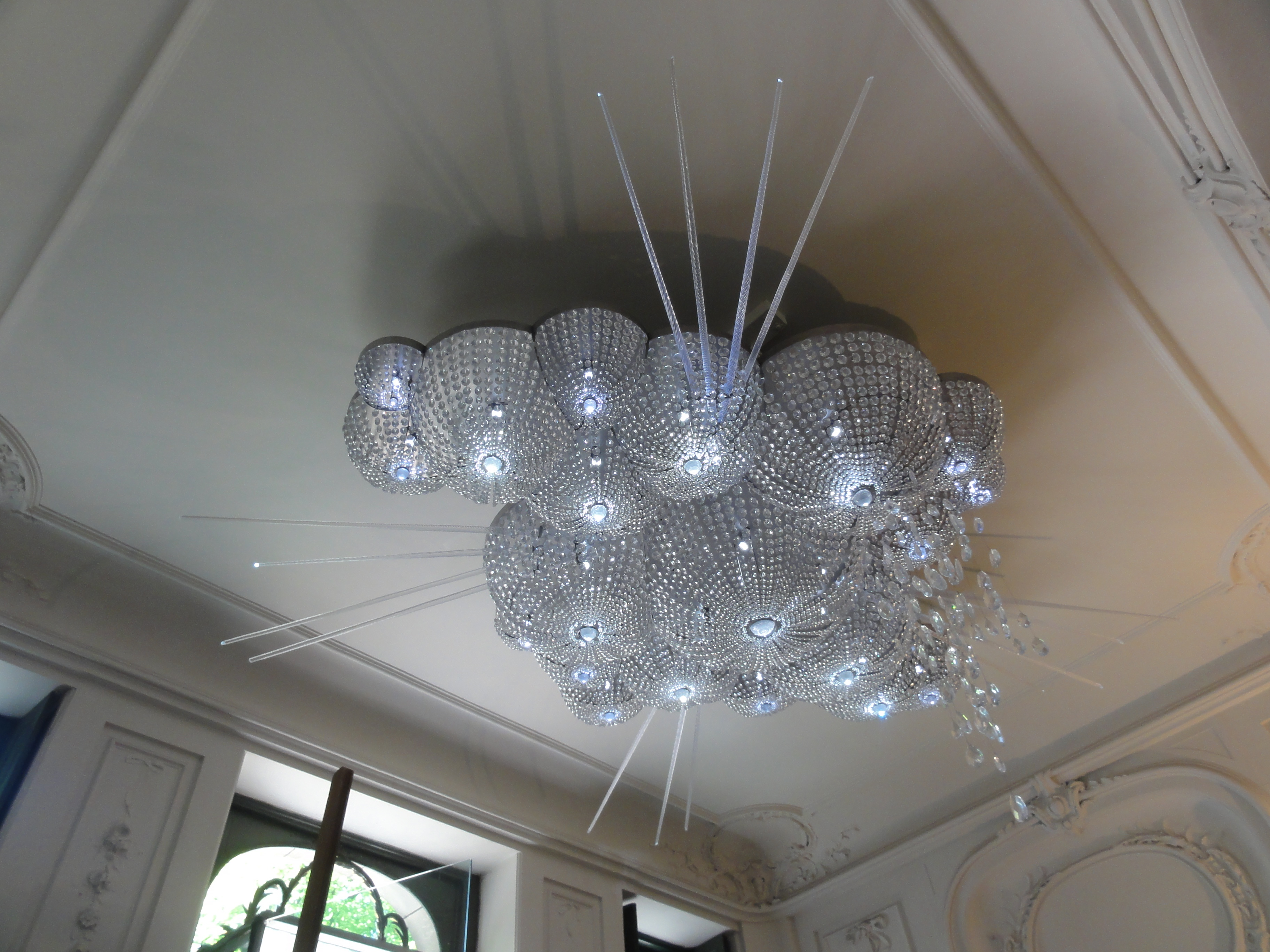
Esferas
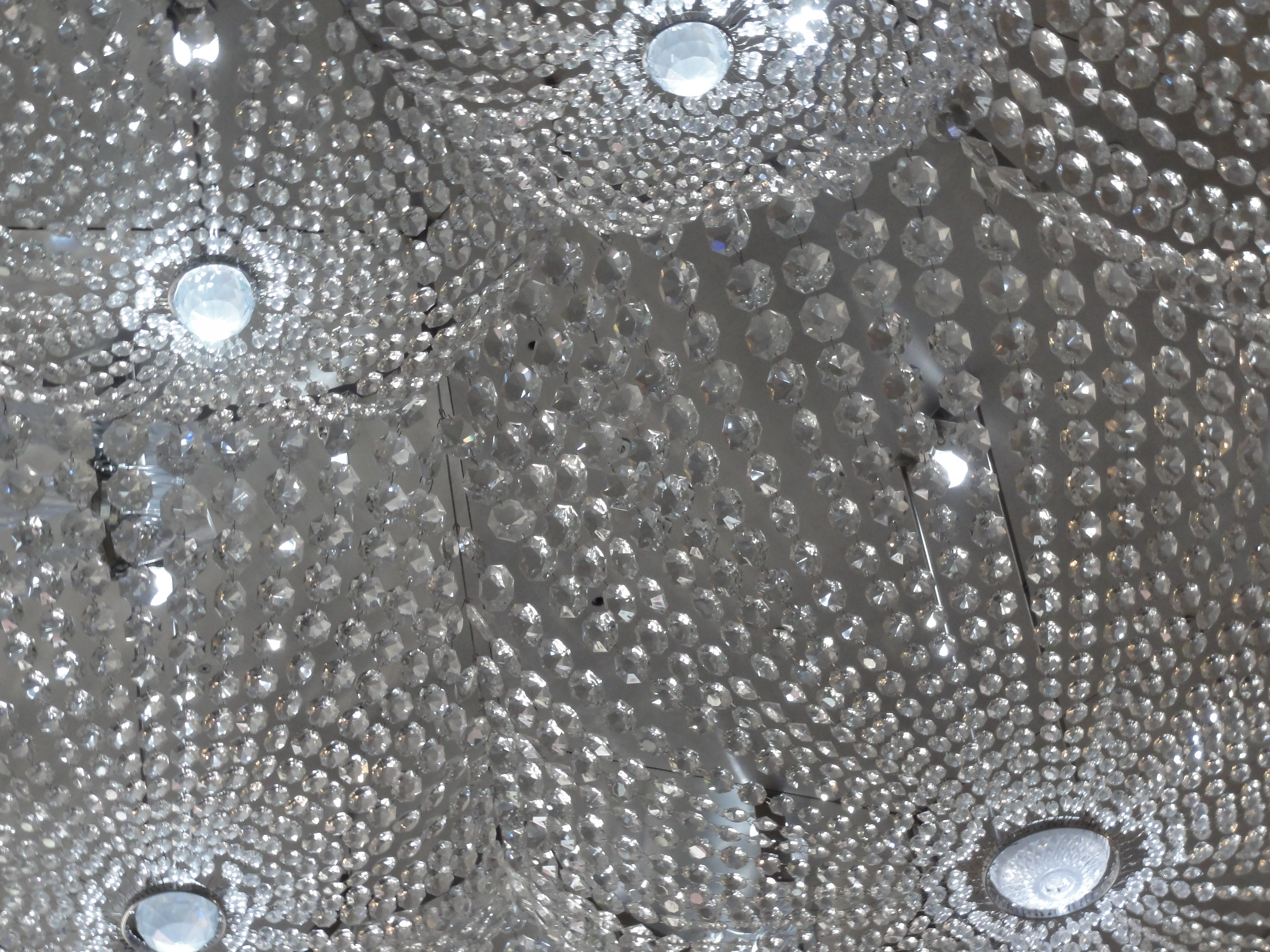
Esferas  - detalle
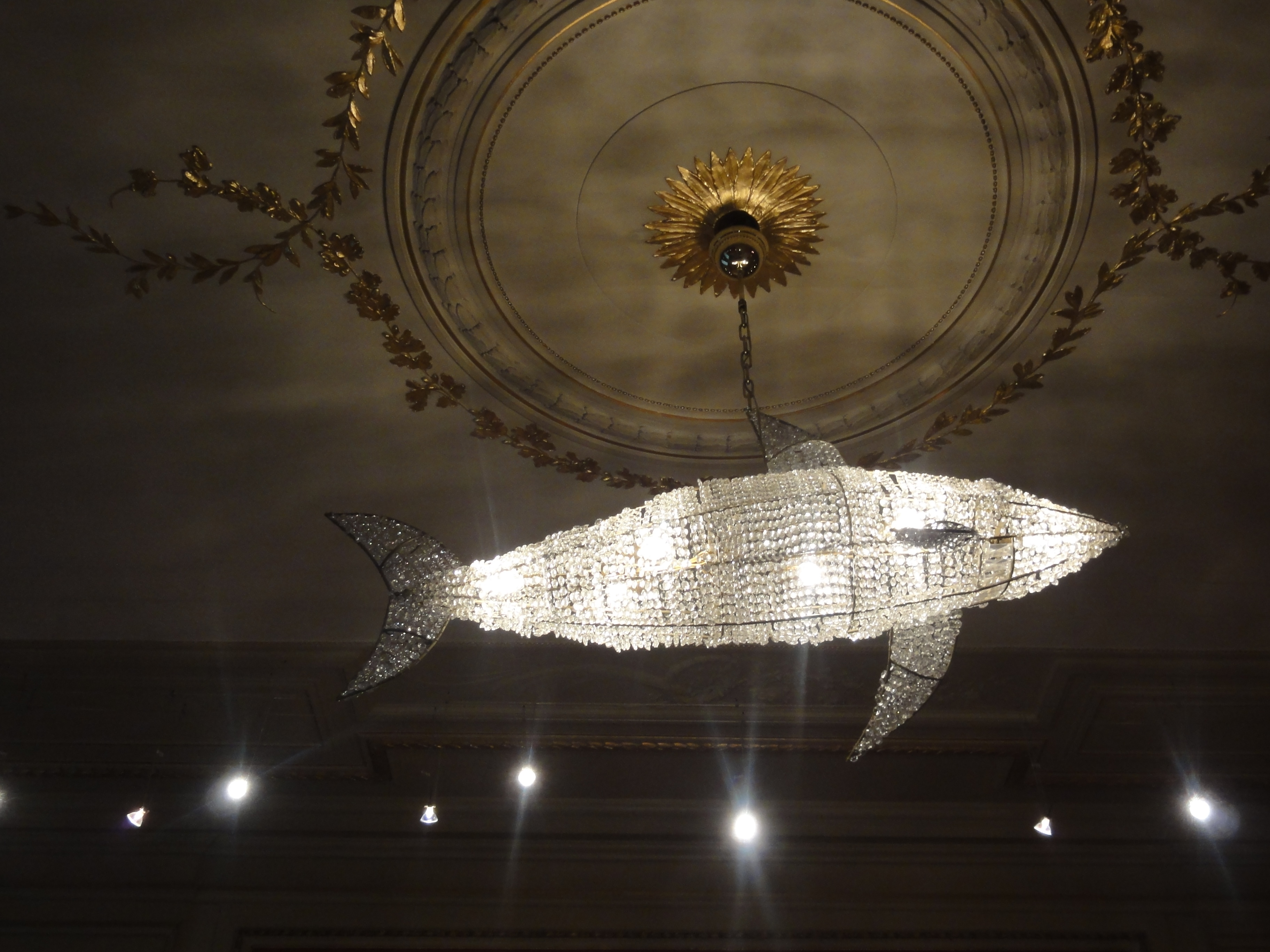
Pez
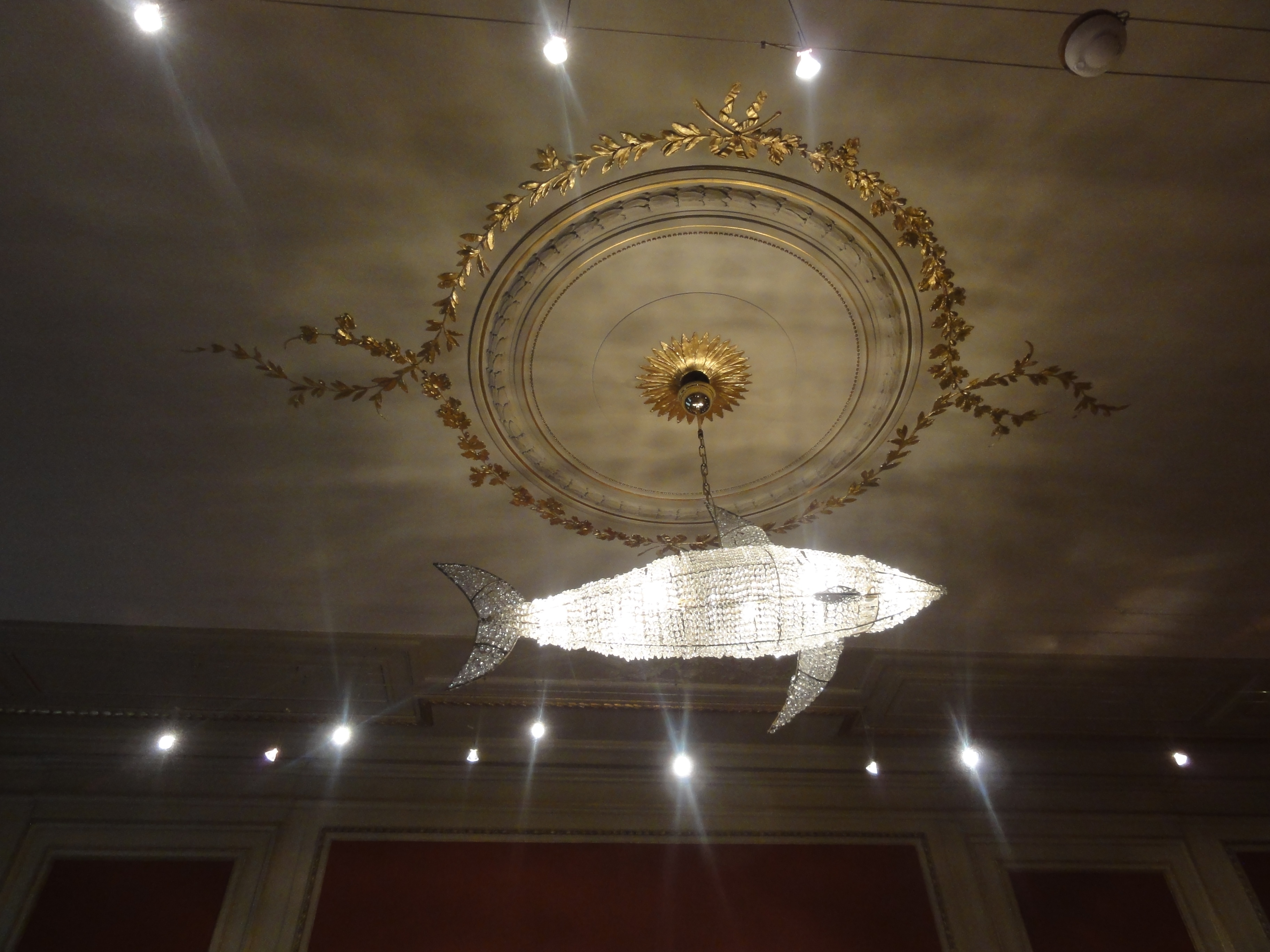
Pez
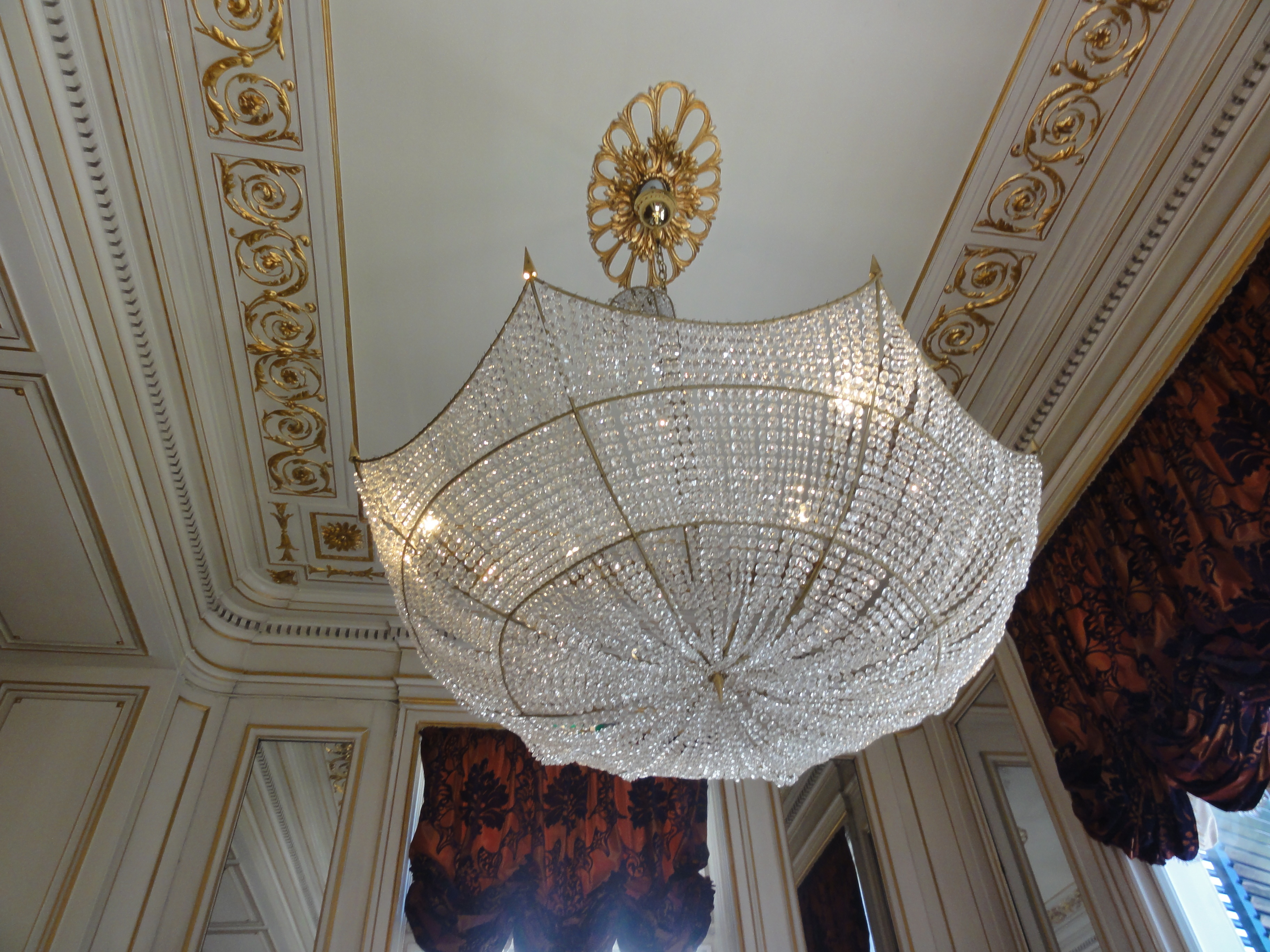
Sombrilla
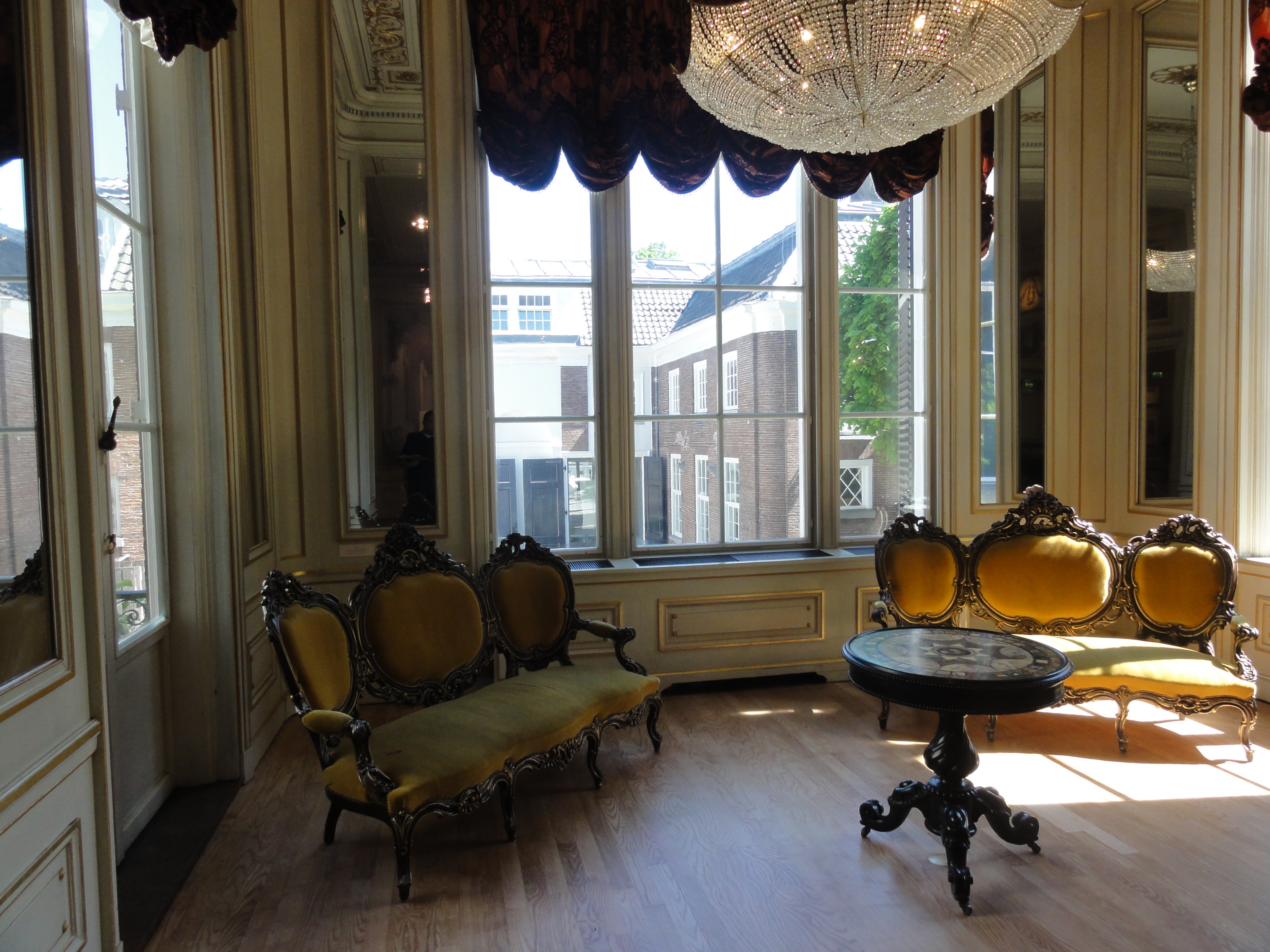
Sala de la Sombrilla
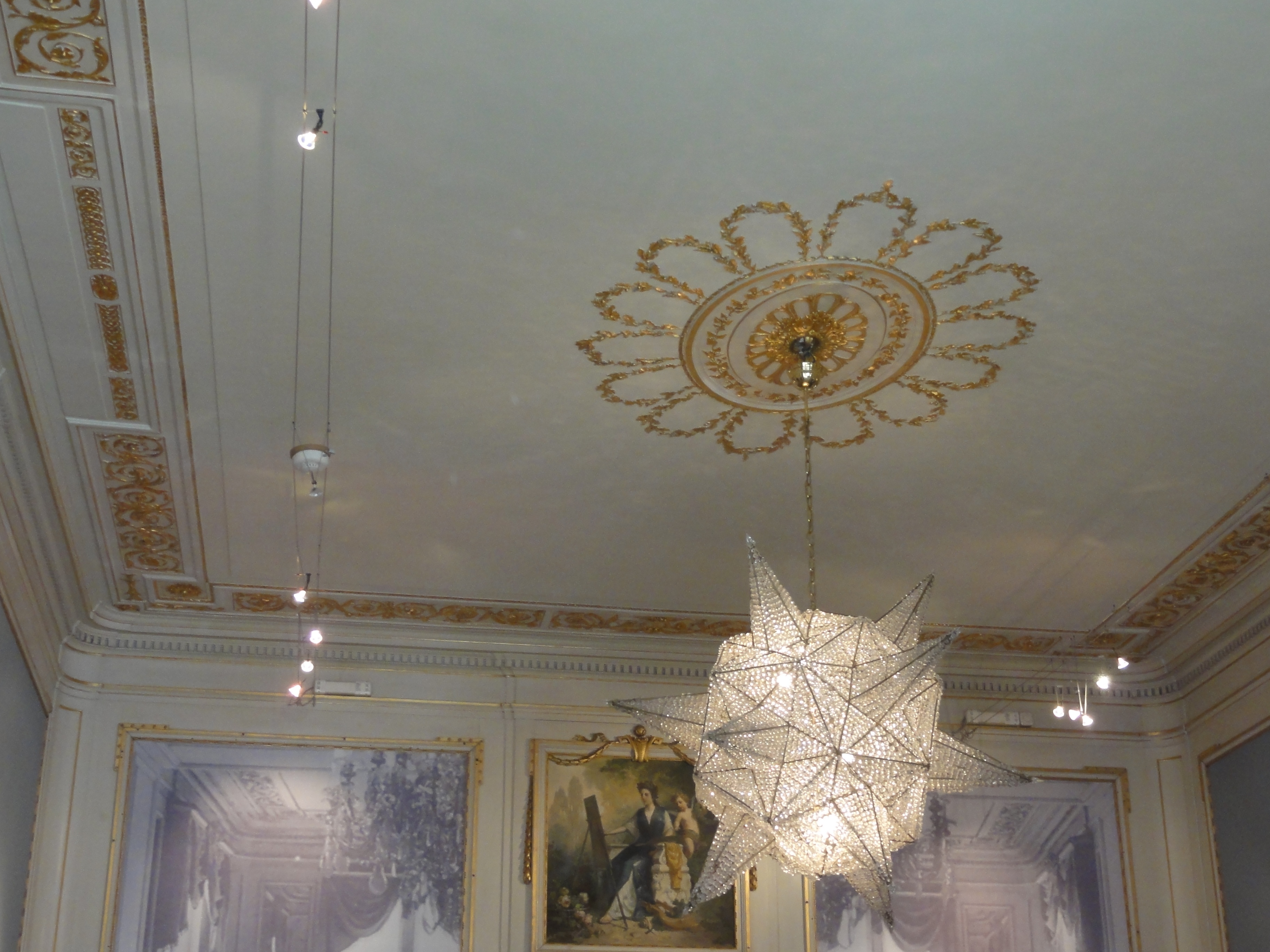
Estrella
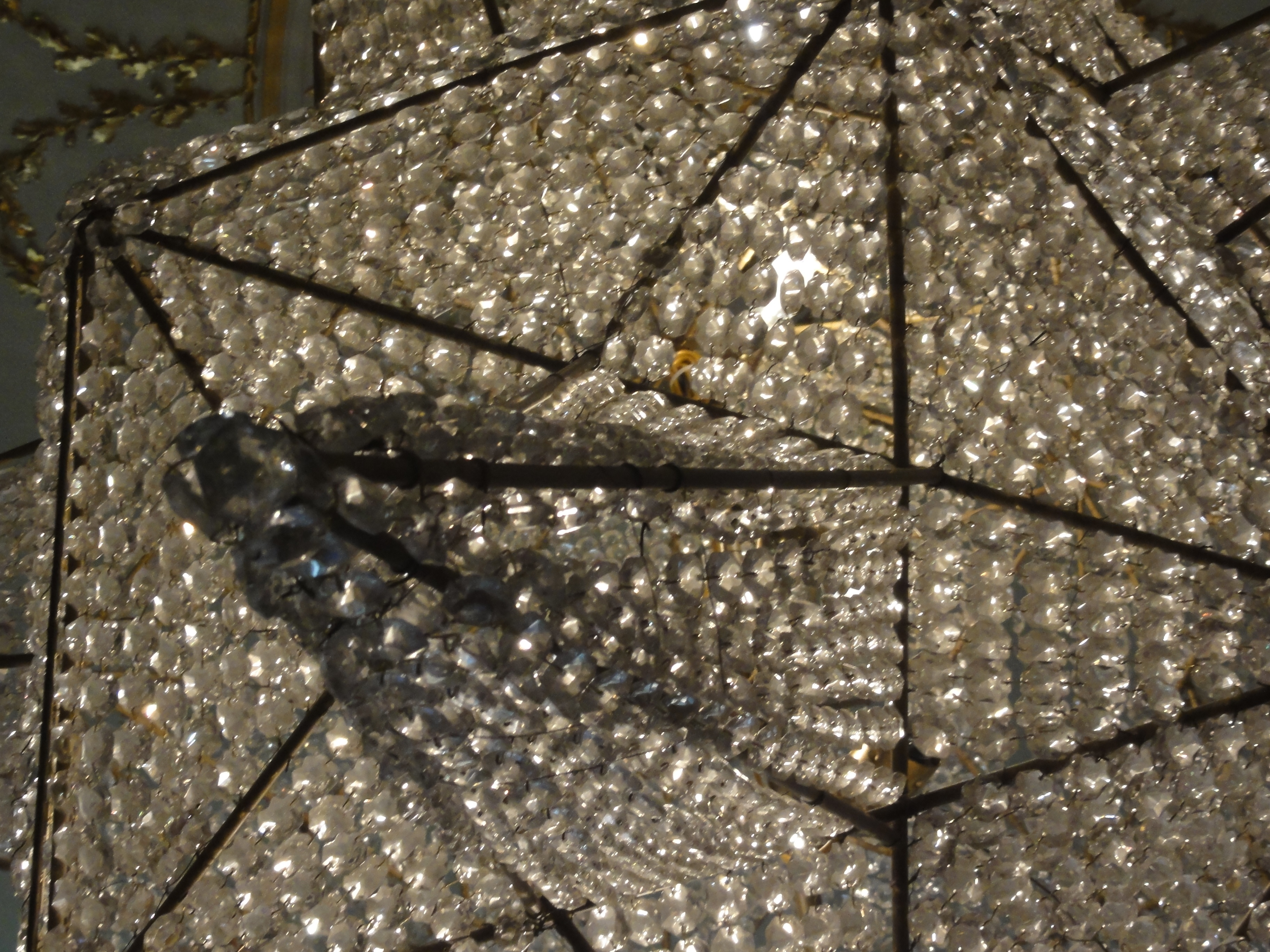
Estrella - detalle
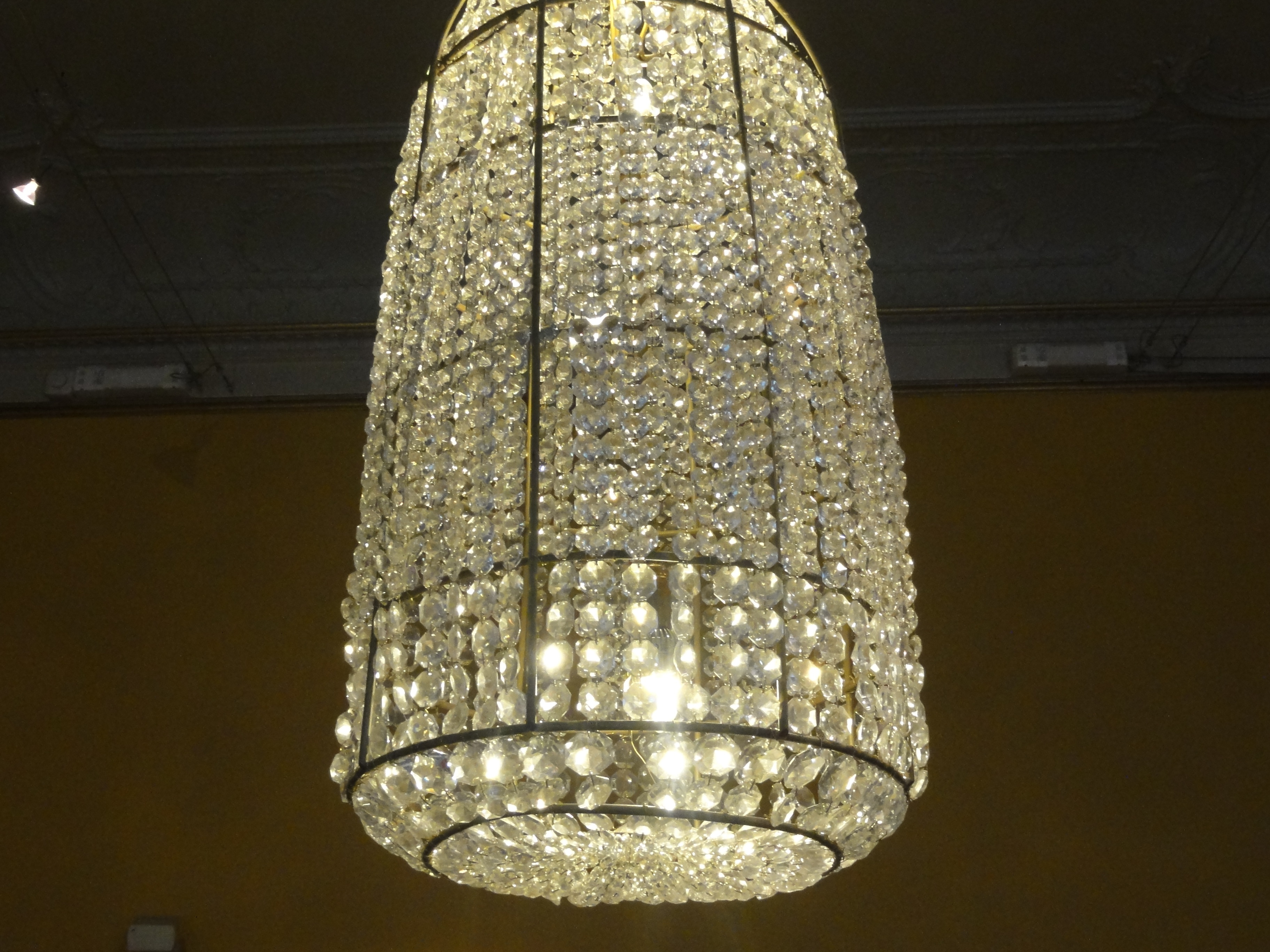
Lámpara
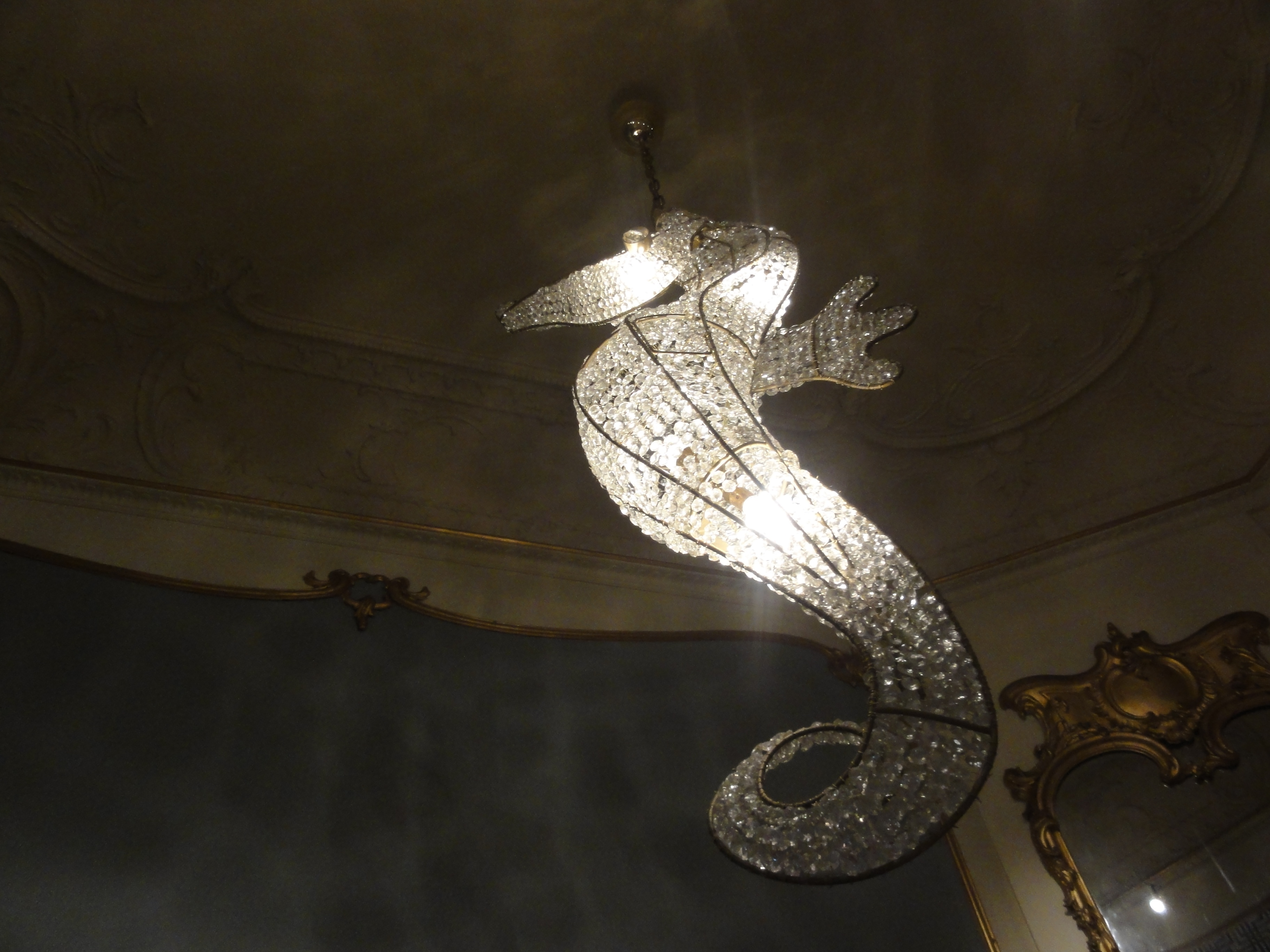
Hippocampus
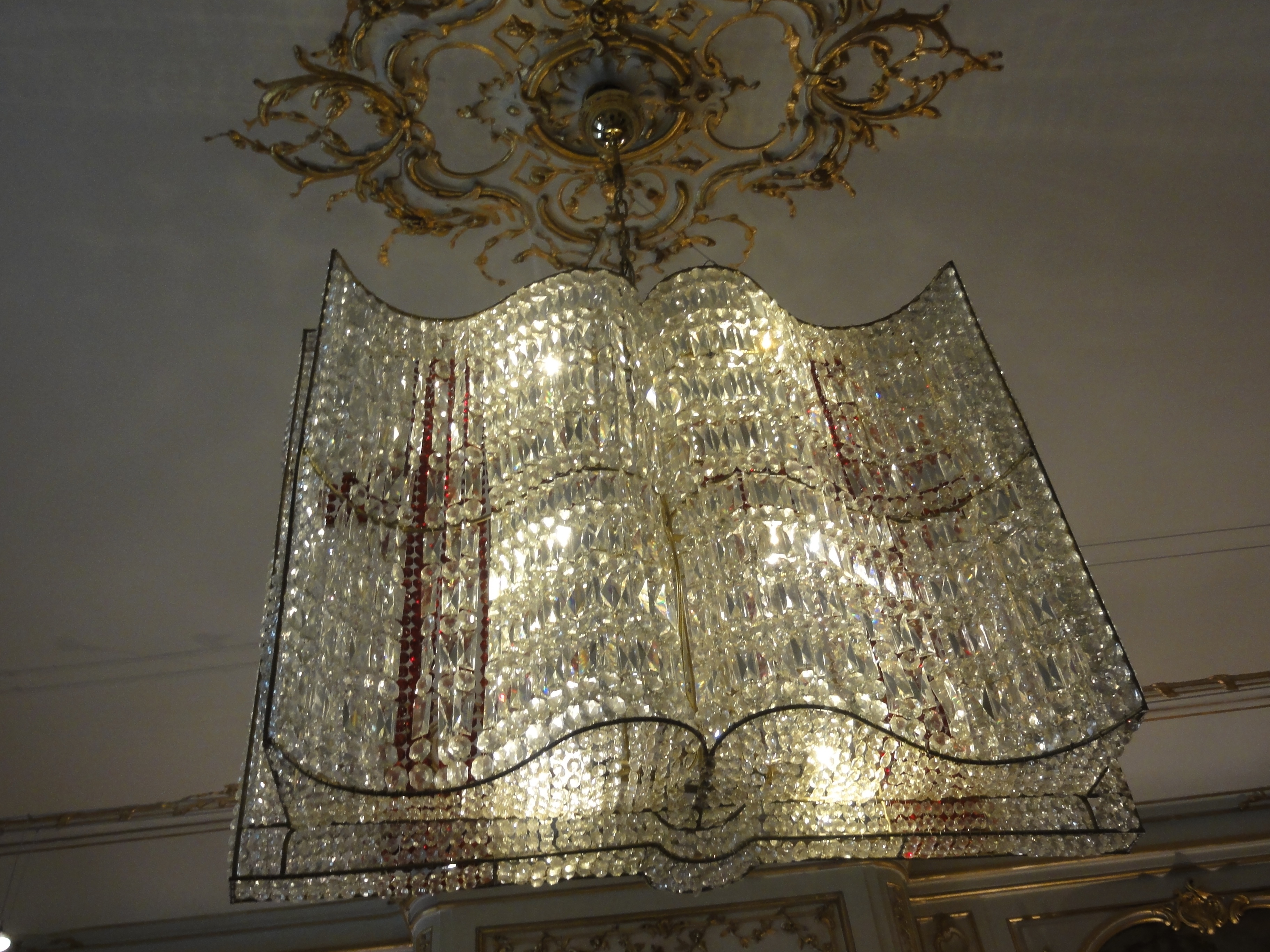
Libro

- La Sala de Tapices-The Gobelin Room, (2012)

- Muro, (n.d.),placas cerámicas en la calle Verlengde Lodewijk de Groninga

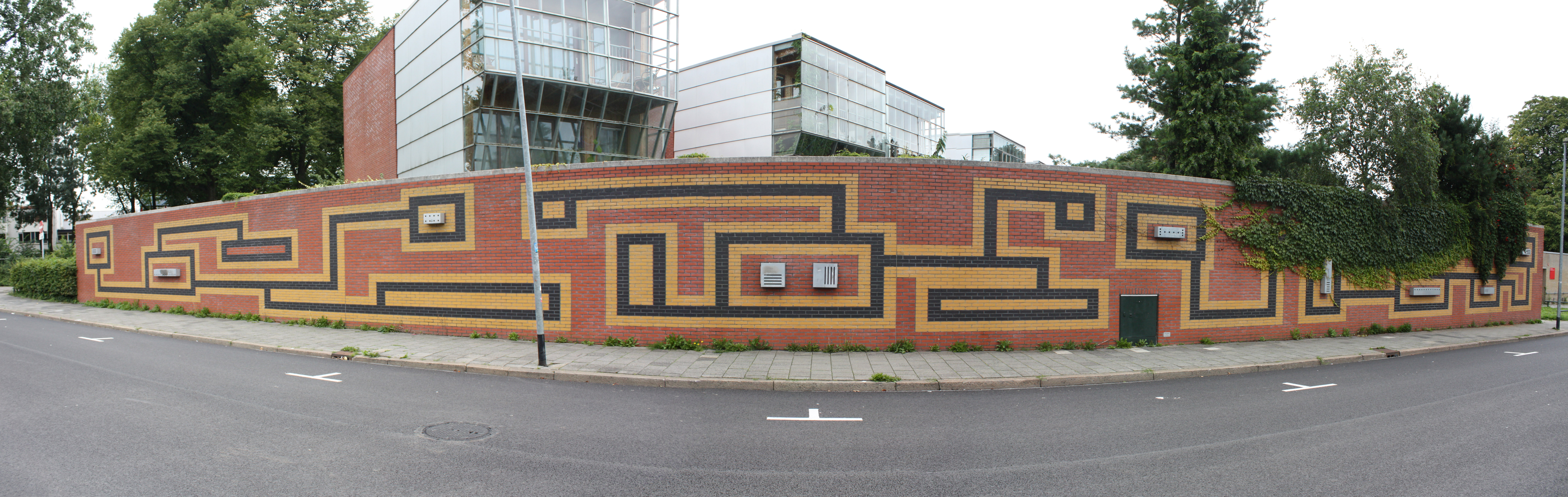
Pulsar para ampliar.

- Culture Conjunction, (n.d.), Schoolstraat/Gardestraat, Zoetermeer

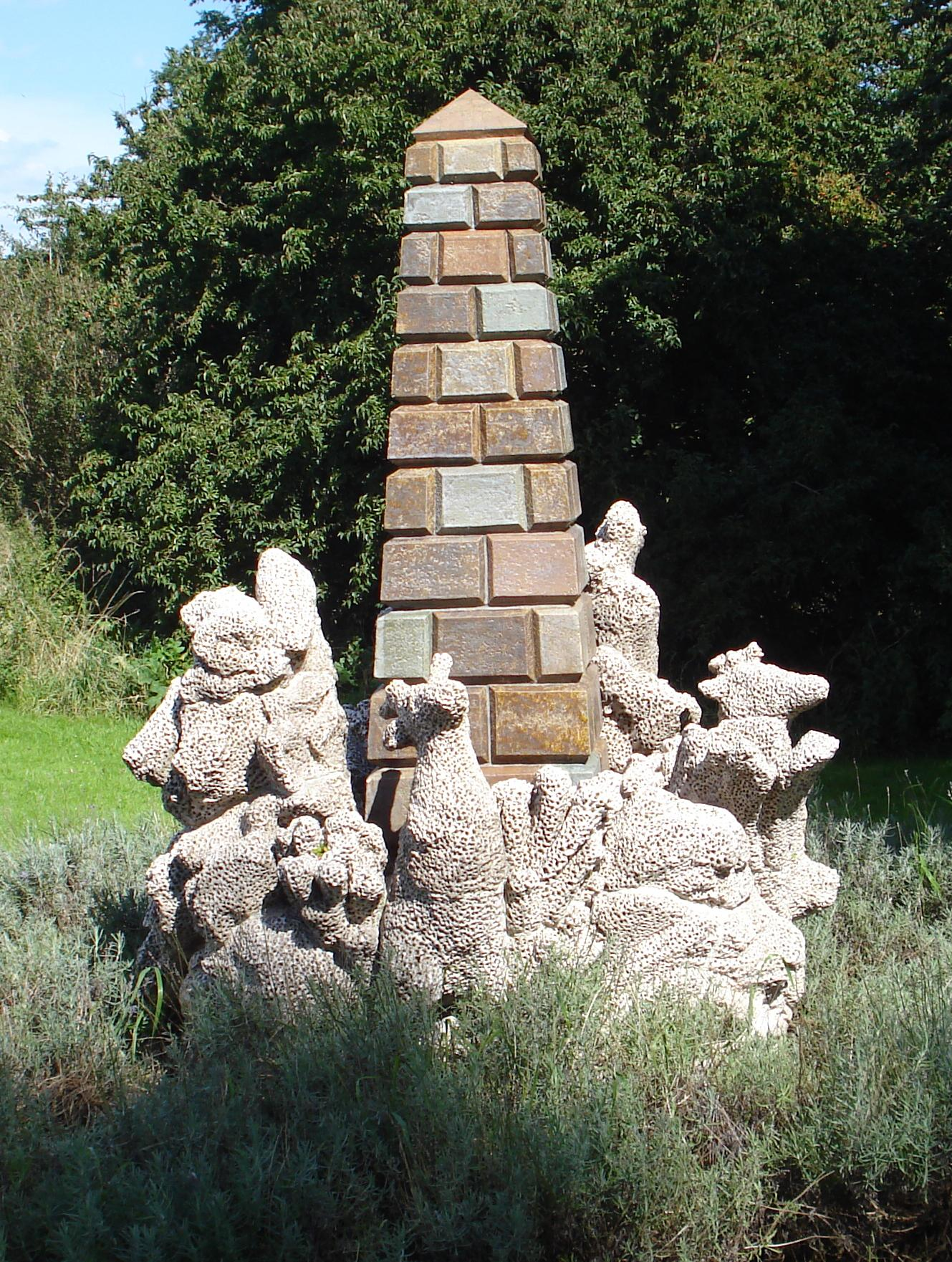
Pulsar para ampliar.

- Facades, (n.d.), Dorpstraat 7, Zoetermeer

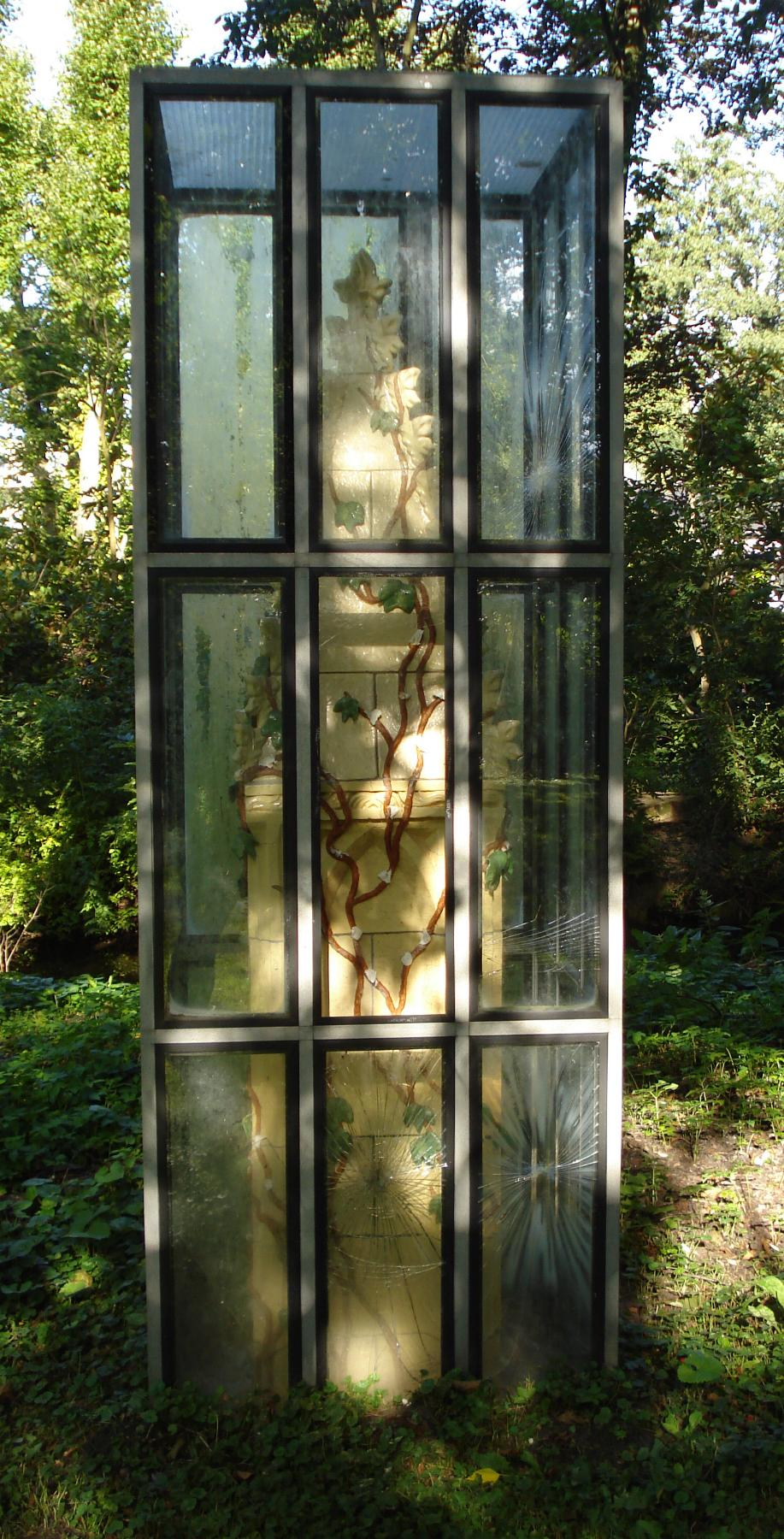
Pulsar para ampliar.

- Speelvis, (n.d.), Dorpsstraat 99, Zoetermeer

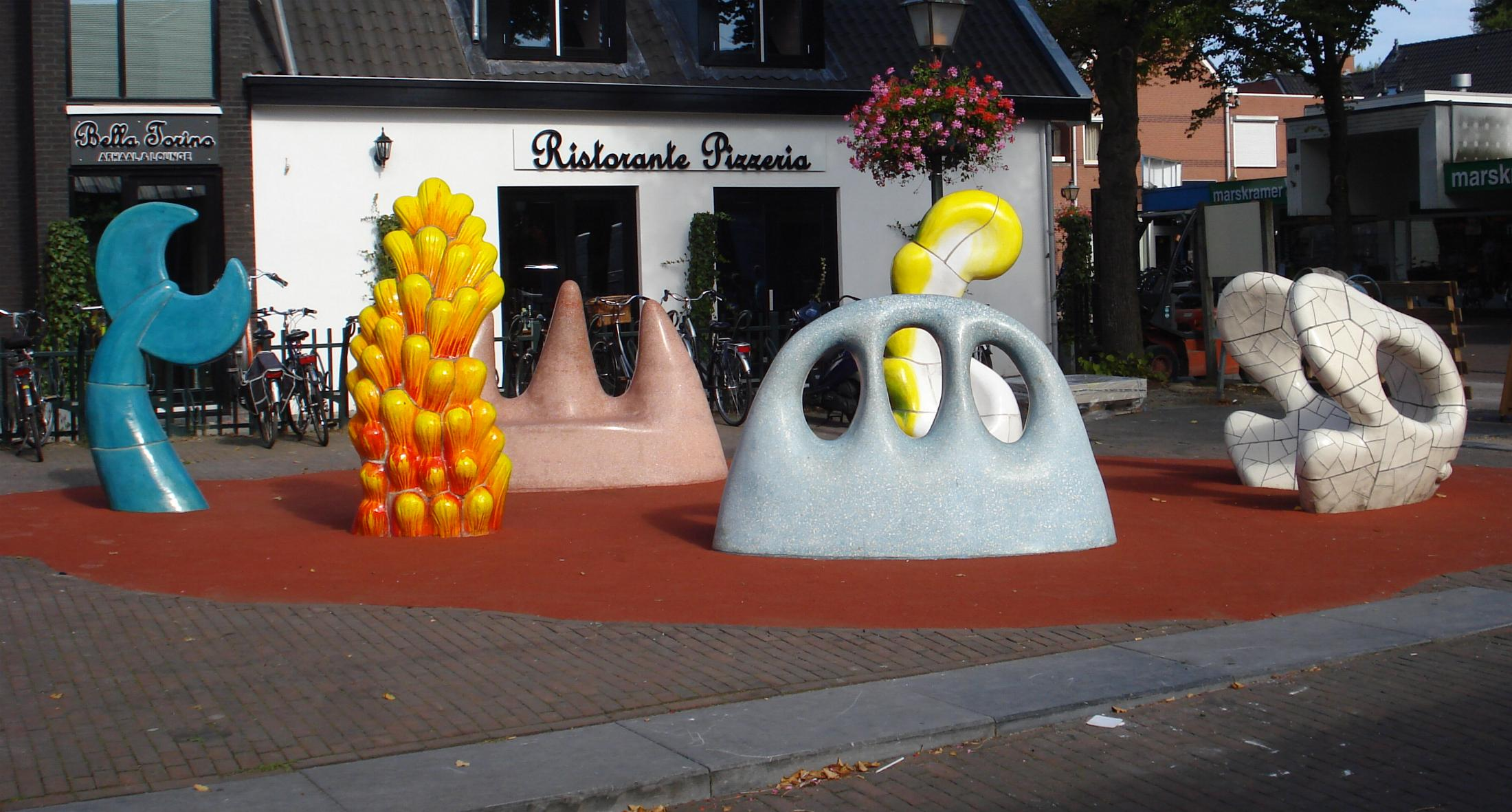
Pulsar para ampliar.

## Exposiciones (selección)

### Exposiciones individuales
Entre las últimas exposiciones individuales del escultor  Hans van Bentem destacan la presentada bajo el título 'People, Passions, Places... en la Factoría De Ketel de Schiedam en 2010 y la titulada Keep on Dreaming que tuvo lugar en el Museo Gemeente de La Haya del 2 de junio al 11 de noviembre de 2012.

### Exposiciones en grupo
Ha realizado numerosas exposiciones en grupo, a continuación un listado, resumen de las mismas:
- 1995: Weather Report [Reporte temporal]- Cemeti Art House, Yogyakarta
- 2001: Floating Time 2001 [ Tiempo Flotante 2001] - Garden of Earthly Delights - Stedelijk Museum 's-Hertogenbosch, Bolduque
- 2004: Body Talk [diálogo corporal] – Museo Beelden aan Zee, Scheveningen
- 2005: Magazijn van de Verbeelding [Almacén de la Imaginación]- Kind en Kunst V – Museo Valkhof, Nijmegen
- 2007: Theatre of obsessions - RONMANDOS [Teatro de obsesiones]- Ámsterdam, Ámsterdam en Whisper in the West - ArtKitchen Gallery, Ámsterdam
- 2008: collectie 2008 – Landgoed Anningahof, Zwolle en Spiegels voor de Ziel - Grote Kerk, Veere
- 2009: The Monkey Pond, Screaming in a Bucket & Other Stories [La charca del mono, gritando en un cubo y otras historias]- C-Space, Pekín en Nothing is real - ArtKitchen Gallery, Ámsterdam
- 2010: Hell awaits [El infierno espera]- Autocenter, Berlín
- 2012: De wereld van de glasblazer [El mundo del soplador de vidrio]– Kunstfort Asperen en Acquoy[5]

## Galerías
Hans van Bentem está representado por las galerías siguientes: 
- Flatland Gallery, Utrecht, Ámsterdam, París
- ArtKitchen Gallery, Ámsterdam
- Galerie de Roos van Tudor, Leeuwarden

## Museos
Algunas obras de Hans van Bentem están conservadas en diferentes museos, entre ellos:
- Museo Jan van der Togt en Amstelveen
- Museo municipal de La Haya - (Gemeentemuseum Den Haag) en La Haya